# Altocumulonimbus
Cumulonimbus altocumulogenitus
L’altocumulonimbus (abréviation ACB), ou officiellement le cumulonimbus altocumulogenitus selon l'atlas international des nuages,, est un cumulonimbus se formant au niveau moyen de la troposphère à partir de l'intensification de la convection au sommet d'un altocumulus castellanus ou d'un nimbostratus lorsque la partie supérieure est formée de cristaux de glace. Par définition, il est engendré par des ascendances ne partant pas du sol mais du niveau moyen de l'atmosphère (en général aux alentours de 3 000 m). Ce type de nuage est ainsi, un nuage de type castellanus. On pourra aussi parler de cumulonimbus nimbostratogenitus, selon le nuage géniteur. Le terme anglophone souvent mentionné dans la littérature est elevated cumulonimbus. 

## Continuité avec les cumulonimbus standards
Il est admis que les ascendances formant les cumulonimbus standards partent du sol. Comme le diagramme thermodynamique ci-dessous le montre très bien, les ascendances à l'origine de nuages à grand développement vertical ne partent pas toujours du sol et dans le cas présent, partent de 1 500 m d'altitude. En fait, il y a une continuité entre le cas extrême où il n'y a aucune ascendance sous le nuage (castellanus) sans base définie et l'autre cas extrême où les ascendances partent du sol.  L’appellation altocumulonimbus (ou cumulonimbus altocumulogenitus) est réservée au cas où la convection a pour origine les niveaux moyens de l'atmosphère. Dans le cas contraire, le vocable de cumulonimbus sera utilisé.

## Formation et évolution
Le graphique ci-dessous montre le sondage atmosphérique associé à la photographie
ci-dessous prise à Omaha (Nebraska). Il décrit les conditions de formation d'orages à base élevée (elevated convection en anglais). On constate qu'au niveau 850 hPa, il y a une légère inversion de température et que la base des altocumulonimbus est à 775 hPa soit environ 2 200 m. On remarque que la différence de température au sol n'est que de 7 K et une ascendance partant du sol engendrerait une base du cumulonimbus à 1 000 mètres ce qui n'est pas le cas et confirme que l'on a affaire à un phénomène d'orage à base élevée (elevated convection en anglais). Comme l'inversion de température à 850 hPa est minimale, ces nuages vont rapidement se transformer en cumulonimbus standards.
Les altocumulonimbus se forment en général lorsque l'atmosphère est conditionnellement instable aux niveaux supérieurs de l'atmosphère et que celle-ci est stable à proximité du sol. Ces nuages sont en général induits par un forçage extérieur. C'est pourquoi on les rencontre souvent lors du passage d'un front chaud. Ce nuage va engendrer des averses soutenues voire des orages. Il est souvent à l'origine de précipitations importantes et durables.
Ainsi, ce nuage va engendrer des courants descendants qui atteindront le sol; par réaction des ascendances se formeront le long du front de rafales et donc ce nuage deviendra un cumulonimbus ordinaire. En fin de vie il se transformera en nimbostratus.
|                                                                                 |                               |
| Orages à base élevée en formation au-dessus d'un front chaud quasi stationnaire | Sondage atmosphérique associé |

## Relation avec les fronts et les  systèmes convectifs de méso-échelle

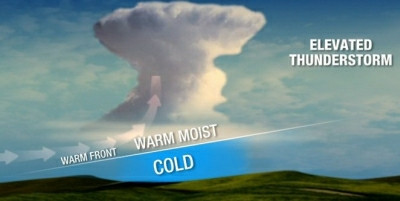
Altocumulonimbus associé à un front chaud engendré par de la convection en altitude

La photo de titre (prise au Brésil) montre une ligne de d'altocumulonimbus qui s'élève au-dessus d'une masse nuageuse continue. Il semblerait que cette ligne correspondît à une ligne de grains associée à un front. Le sondage atmosphérique associé à cette ligne de nuages montre une faible inversion de température au niveau 690 hPa soit environ 3 100 m d'altitude. Il semblerait donc que les ascendances à l'intérieur du cumulonimbus ne partissent pas du sol mais d'environ 3 000 m d'altitude. 
De même, les orages d'hiver qui se produisent à l'est des montagnes Rocheuses ne sont pratiquement jamais des orages de masse d'air mais sont associés à des passages frontaux,.
De plus, la convection associée à ces orages ne part en général pas du sol et elle est initiée aux niveaux moyens de l'atmosphère. Donc, les nuages qui engendrent ces orages sont des altocumulonimbus. Toutefois, il peut être discutable d'appeler ces nuages cumulonimbus altocumulogenitus car en général ces cellules orageuses peuvent être noyées dans un système généralisé de mauvais temps. Vu du sol, un tel nuage sera appelé nimbostratus car on ne verra qu'une masse grise uniforme noyée par la pluie. Cependant, vu d'avion, on reconnaîtra aisément les sommets des altocumulonimbus qui auront la forme de tours se détachant au-dessus de la masse nuageuse.   
Un système convectif de méso-échelle engendré par une instabilité à moyenne altitude va engendrer une masse d'altocumulonimbus. Ceux-ci peuvent être l'origine d'un temps violent comme cela s'est produit dans la vallée du Mississippi le 6 juin 1993 où des pluies diluviennes se sont abattues sur le Missouri. Le sondage atmosphérique (à Monett) présenté dans la figure 5 du papier de Rochette, 1999
montre une énergie potentielle de convection disponible de 2 258 joules/kg. Le sondage ci-contre effectué à Topeka corrobore le sondage effectué à Monett. On remarquera que la convection fut initiée au niveau 670 hPa soit environ à 3 300 mètres d'altitude. De plus, les parcelles d'air vont s'élever jusqu'au niveau 150 hPa c'est-à-dire à environ 13 km soient 43 000 pieds. Par conséquent les altocumulonimbus à l'origine de ce déluge avaient 10 km d'extension verticale, ces nuages s'étant développés de 3 km à 13 km d'altitude. Cependant, l'air au sol était frais avec une température comprise entre 12 ⁰C et 16 ⁰C en début d'après-midi. Cette masse d'air frais  était donc censée inhiber tout développement convectif; par conséquent, les prévisionnistes ne s'étaient pas attendus à des chutes de pluie importantes. Néanmoins, il est tombé ce jour-là 150 mm de pluie sur la région. On notera qu'un front stationnaire était situé nettement plus au sud.
Les systèmes convectifs de méso-échelle à base élevée peuvent aussi être à l'origine de heat bursts lors de leur dissipation. Ces phénomènes se caractérisent par des rafales de vent violentes qui dépassent souvent les 60 nœuds et une élévation brutale de la température au sol avec assèchement de l'air.
|                                                                 |                                             |
| Sondage associé à la ligne d'altocumulonimbus en photo de titre | Sondage à Topeka lors de pluies diluviennes |